# Katarina Konstantinović

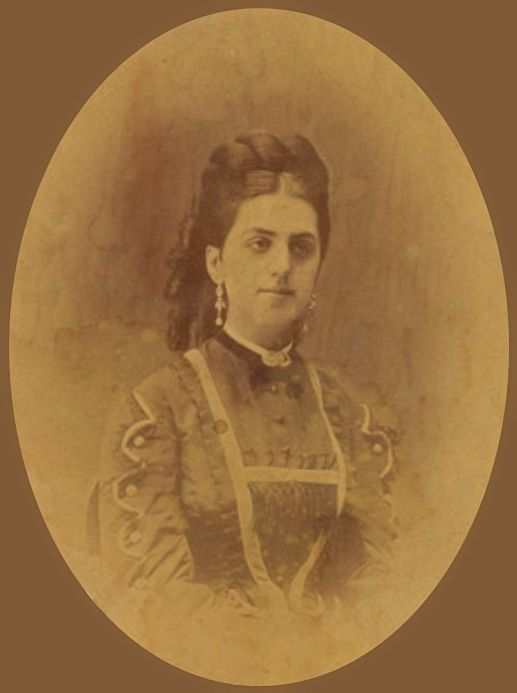
Foto de Katarina Konstantinović

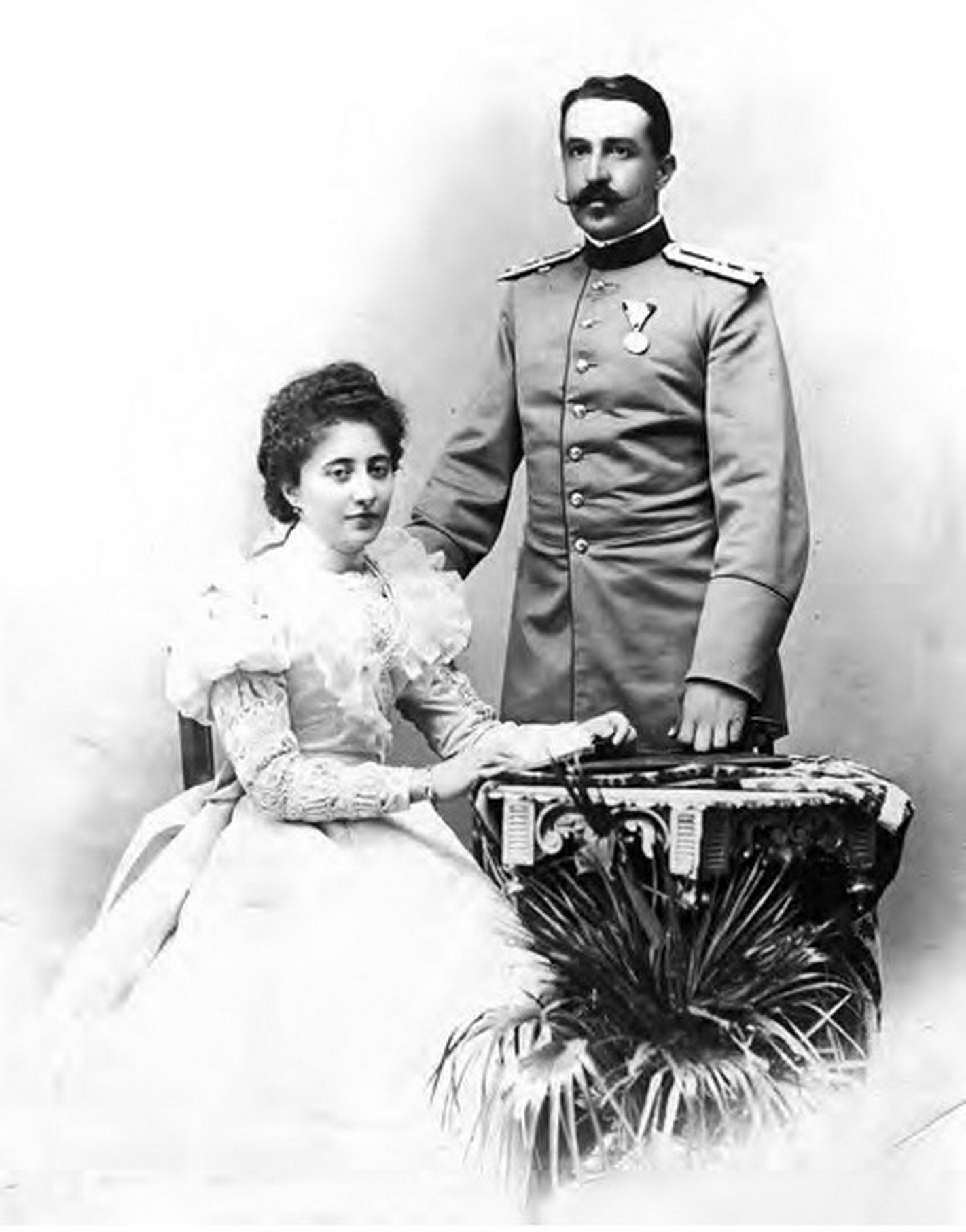
El hijo de Katarina, Vojislav Blaznavac y su esposa Danica Rašić, sobrina de Aleksa Spasić, ministro de Finanzas de Serbia

Katarina Konstantinović (en serbio: Катарина Константиновић; 1848-1910) fue una noble serbia, descendiente de la dinastía Obrenović, hija de la princesa Anka Obrenović. También fue prima hermana del rey Milán I y de facto su primera dama ante la corte real después de que la reina, Natalie Keshko, se separara de él.
Tuvo dos matrimonios; sin embargo, antes del primero fue amante de su primo, el príncipe Miguel Obrenović III, quien estaba considerando divorciarse de su esposa sin hijos, la princesa Julia, para casarse con ella. El 10 de junio de 1868, ella, el príncipe Miguel y su madre, la princesa Anka, paseaban por el parque Kosutnjak, cerca de la residencia real de campo, unos asesinos dispararon y mataron a su amante y a su madre, dejándola herida. Ese mismo año (1868) se casó con el general Milivoje Blaznavac, con quien tuvo dos hijos. Tras su muerte en 1873, se casó con su primo Miguel Bogićević, ministro de construcción y dos veces alcalde de Belgrado.

## Biografía
Katarina nació en 1848, hija de Alexander Konstantinović y la erudita y princesa Anka Obrenović, sobrina de Miloš Obrenović I, príncipe de Serbia y fundador de la dinastía Obrenović. Tenía un hermano, el coronel Alexander Konstantinović (fallecido en 1914) y una media hermana ilegítima, Simeona Lahovary (fallecida en 1915), nacida de la relación de su madre con su cuñado, Jovan Ghermani.
Tiempo después de la muerte de su padre, Katarina y su madre recibieron la invitación de vivir en el palacio real por parte del príncipe Miguel, primo hermano de su padre y quien desde septiembre de 1860 asumió el gobierno de Serbia por segunda vez, tras haber sido depuesto en 1842 después de un reinado de tres años. Estuvo infelizmente casado con la condesa húngara Julia Hunyady de Kéthely que no podía tener hijos. El príncipe Miguel y Katarina se convirtieron en amantes. Katarina no se molestó en ocultar su desprecio por la princesa Julia y alardeó abiertamente de su romance con el príncipe. Miguel deseaba divorciarse de su esposa y casarse con Katarina, especialmente porque Julia tenía su propio amante, el duque Karl von Arenberg (1831-1896), primo de la emperatriz Sissi. Aunque los serbios no ocultaron su desconfianza hacia Julia debido a su religión católica y su origen húngaro, cuando se difundió la noticia del deseo de Miguel de pedir el divorcio para casarse con Katarina, tanto la gente común como los políticos y el clero se indignaron ante la idea. Uno de los más firmes opositores al divorcio fue el distinguido primer ministro de Serbia, Ilija Garašanin, destituido de su cargo en 1867 por expresar sus objeciones al divorcio propuesto por Miguel y su matrimonio con Katarina. Su despido provocó una airada protesta por parte de Rusia.
El 10 de junio de 1868, mientras ella, el príncipe Miguel y su madre paseaban por el parque Košutnjak, cerca de la residencia de campo en las afueras de Belgrado, asesinaron a al príncipe y a su madre, asesinos, supuestamente a sueldo de los Karađorđević, los rivales al trono de los Obrenović pero nunca se comprobó. El príncipe Miguel fue asesinado en el acto, Katarina sólo resultó herida, su madre luchó contra los atacantes y también fue asesinada.
En 1868, Katarina, de 20 años, se casó con el general Milivoje Blaznavac (1824-1873), Ministro de Guerra de Serbia y decisivo para asegurar la sucesión al trono del primo de Katarina, Milan, de 14 años, después de comandar el ejército para respaldar al joven príncipe. El general, en funciones como regente de Milán, era 24 años mayor que Katarina y juntos tuvieron un hijo, Vojislav (1869-1910) y una hija, Milica, que murió siendo niña.
Años más tarde, cuando el príncipe Milán se convirtió en rey de Serbia, ella hizo las funciones de primera dama de la corte tras su separación de su consorte, Natalie.
El general Blaznavac murió en abril de 1873 y ella se casó por segunda vez con su primo, Miguel Bogicević (1843-1899). Se fueron de Serbia y no tuvieron un hogar estable, viviendo en diversos lugares del imperio austrohúngaro; sin embargo, más tarde regresaron a Belgrado, donde fue alcalde desde el 4 de abril de 1886 hasta el 4 de febrero de 1887. Se enamoró de un amigo de su hijo, Vojislav, 18 años menor que ella. Posteriormente dejó a su marido por su joven amante y recibió apoyo financiero de su hijo, así como de su rica media hermana, Simeona Lahovary (1858-1915), que estaba casada con un importante político rumano, Alexander Lakhovari (1841-1897) y sirvió como dama de la corte de la reina Isabel de Rumania.
Katarina murió en 1910 en Niš, al sur de Serbia, donde su hijo, Vojislav (1869-1935), estaba apostado como soldado; fue enterrada en Belgrado. Su hijo se casó con Danica Rašić (1878-1959), sobrina de Aleksa Spasić, gobernador del Banco Nacional de Serbia y ministro de Finanzas. El matrimonio permaneció sin hijos.